# Anisosepalum lewallei
Anisosepalum lewallei är en akantusväxtart som beskrevs av Paul Rodolphe Joseph Bamps. Anisosepalum lewallei ingår i släktet Anisosepalum och familjen akantusväxter. Inga underarter finns listade i Catalogue of Life.